# Macroglossum cadioui
Macroglossum cadioui là một loài bướm đêm thuộc họ Sphingidae. Nó được tìm thấy ở Sulawesi.
Chiều dài cánh trước là 22–24 mm đối với con đực và 23–25 mm đối với con cái. Nó rất giống với loài Macroglossum caldum caldum.